# シジクレイ・フェヘイラ・ペレイラ
シジクレイ（Sidcley）ことシジクレイ・フェヘイラ・ペレイラ（ポルトガル語: Sidcley Ferreira Pereira、1993年5月13日 - ）は、ブラジルのサッカー選手。ポジションはDF。

## クラブ歴
2013年にグレミオ・カタンドゥヴェンセ・ジ・フチボウからアトレチコ・パラナエンセに完全移籍した。2014年5月3日にカンピオナート・ブラジレイロ・セリエAでナタンに代わって途中出場し全国一部初出場となった。
2015年3月にアトレチコ・ゴイアニエンセに同年末迄の期限付き移籍。その後アトレチコ・パラナエンセに復帰したが、2018年にSCコリンチャンス・パウリスタに期限付き移籍した。
同年7月に5年契約でウクライナ・プレミアリーグのFCディナモ・キーウに完全移籍した。2020年に再びコリンチャンスに期限付き移籍した後に、2021年8月27日にPAOKテッサロニキに期限付き移籍した。2022年8月にクイアバECに期限付き移籍した。